# Kevin Gomez Nieto
Kevin Gomez Nieto (Zoetermeer, 11 januari 1994) is een Nederlands-Spaans voetballer die doorgaans speelt als rechtsback. In juli 2024 verruilde hij Scheveningen voor FC Rijnvogels.

## Clubcarrière
Gomez Nieto speelde in de jeugdopleiding van Feyenoord en in 2013 had de verdediger overschrijving aangevraagd naar SVV Scheveningen. Na een stage bij het Engelse Stoke City FC kreeg hij daar echter een contract aangeboden en dus verkaste hij niet naar Scheveningen. Na een seizoen bij The Potters, waar hij enkel in het onder 21 team speelde, kwam hij na een stage bij Helmond Sport terecht. Op 29 augustus 2014 debuteerde Gomez Nieto voor Helmond Sport, toen met 1–4 verloren werd van N.E.C.. De rechtsback begon in de basis en werd na 67 minuten gewisseld voor Maiky Fecunda. In 2015 liet Gomez Nieto Helmond Sport achter zich, na twintig competitiewedstrijden gespeeld te hebben. Hierop verkaste hij naar Scheveningen, de club die hem in 2013 ook aan wilde trekken. Na twee seizoenen bij Quick Boys keerde Gomez in 2021 terug bij Scheveningen. Begin 2024 werd bekend dat hij in de zomer van dat jaar naar FC Rijnvogels zou vertrekken.

## Clubstatistieken
| Seizoen | Club          | Competitie     | Competitie | Competitie | Beker | Beker | Internationaal | Internationaal | Totaal | Totaal |
| Seizoen | Club          | Competitie     | Wed.       | Dlp.       | Wed.  | Dlp.  | Wed.           | Dlp.           | Wed.   | Dlp.   |
| ------- | ------------- | -------------- | ---------- | ---------- | ----- | ----- | -------------- | -------------- | ------ | ------ |
| 2014/15 | Helmond Sport | Eerste divisie | 20         | 1          | 1     | 0     | —              | —              | 21     | 1      |
| Totaal  | Totaal        | Totaal         | 20         | 1          | 1     | 0     | 0              | 0              | 21     | 1      |

Bijgewerkt op 22 juli 2024.